# Фосез е Балесак
Фосез е Балесак (фр. Fossès-et-Baleyssac) насеље је и општина у југозападној Француској у региону Аквитанија, у департману Жиронда која припада префектури Лангон.
По подацима из 2011. године у општини је живело 179 становника, а густина насељености је износила 19,04 становника/km². Општина се простире на површини од 9,4 km². Налази се на средњој надморској висини од 84 метара (максималној 113 m, а минималној 33 m).

## Демографија
| 1962. | 1968. | 1975. | 1982. | 1990. | 1999. | 2011. |
| ----- | ----- | ----- | ----- | ----- | ----- | ----- |
| 101   | 158   | 132   | 118   | 136   | 158   | 179   |

График промене броја становника у току последњих година